# Заявки на пособия по безработице

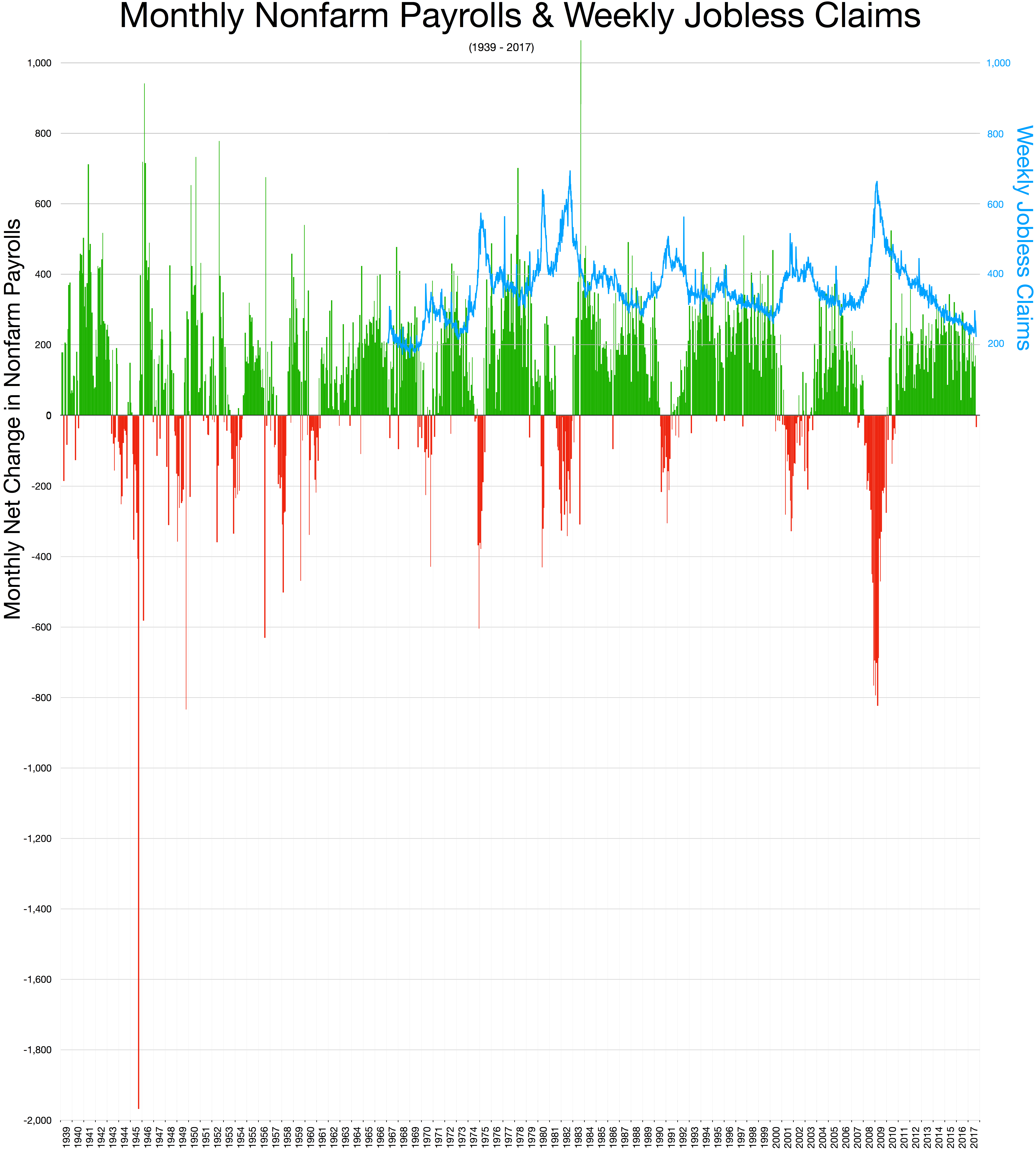
Гистограмма по количеству безработных, обратившихся в министерство труда США, за 1939—2017 годы

Заявки на пособия по безработице (англ. Initial Jobless Claims) — макроэкономический показатель в США: учитывающий количество лиц, подавших первичные заявления на получение пособия по безработице.
Эти данные публикуются каждый четверг и показывают количество первичных обращений безработных в Министерство труда США для получения государственного пособия по безработице. Эти данные обеспечивают своевременный, но часто вводящий в заблуждение, указатель направления экономики. Увеличение/уменьшение лиц, подавших первичные заявления, сигнализируют о снижении/ускорении роста. В связи с этим, степень влияния на рынок низкая, хотя, в очень редких случаях, возможно и некоторое влияние на динамику торгов на рынке. Из-за изменчивости еженедельных данных большинство аналитиков предпочитает отслеживать четырёхнедельное скользящее среднее для получения более чёткого значения при определении основного направления движения рынка. Обычно берётся устойчивое смещение, по крайней мере, 30K для получения значительного изменения направления движения.
Стабильное снижение заявок на пособия по безработице говорит об улучшении на рынке труда, росте экономики и способствует росту доллара. Нахождение показателя выше 500 000 сигнализирует о проблемах на рынке труда.